# Abegesta
Abegesta és un gènere d'arnes de la família Crambidae. El gènere va ser creat per Eugene G. Munroe el 1964.

## Taxonomia
- Abegesta concha Munroe, 1964
- Abegesta reluctalis (Hulst, 1886)
- Abegesta remellalis (Druce, 1899)